# Varför är det så ont om Q?
Varför är det så ont om Q? är en barnbok från 1968 av Hans Alfredson med illustrationer av Björn Berg. 

## Handling
Berättelsen handlar om pojken Pim som tillsammans med Påhittiga Johansson söker förklaringen till att bokstäver börjat försvinna. Parallellt berättas om Boven och Q-hunden som ger sig ut för att stjäla bokstäver. Andra figurer i berättelsen är duvan Bertil som vill vara flyttfågel samt bokstavstillverkaren Alf A Bete.
I boken får man svaret på frågan i titeln. Boven stjäl alla bokstäver med sin nykonstruerade maskin, en lettrosug. När bokstäverna sedermera lämnas tillbaka visar det sig att Q-hunden slickat i sig alla Q, eftersom de liknar en katt sedd bakifrån. Det finns också en sensmoral som förklarar varför Boven går sin brottsliga väg och varför Q-hunden följer med.

## Genomslag
Förutom i bokform finns berättelsen som ljudbok, inläst av Alfredson själv. Alfredson har också gjort inläsningar för TV som sänts i Sveriges Television från 1976. 1968 blev berättelsen en föreställning på Södra Teatern med 51 föreställningar i regi av Lars-Erik Liedholm och med Pontus Gustafsson som Pim. Som barnföreställning har fristående dramatiseringar satts upp på scen runt om i landet, aktuella även under 2010-talet.